# HD 27894
HD 27894 é uma estrela anã laranja na constelação de Reticulum. Tem uma magnitude aparente de 9,36, sendo invisível a olho nu. Sua paralaxe de 22,79 milissegundos de arco indica que está a uma distância de aproximadamente 143 anos-luz (44 parsecs) da Terra.
HD 27894 é uma estrela menos brilhante e mais fria que o Sol. Seu tipo espectral de K2 V indica que é uma estrela de classe K da sequência principal que está gerando energia pela fusão de hidrogênio em seu núcleo. Tem uma massa equivalente a 83% da massa solar e um raio de 79% do raio solar. Está irradiando de sua atmosfera externa cerca de 33% da luminosidade solar a uma temperatura efetiva de 4 920 K, o que lhe dá a cor alaranjada típica de estrelas de classe K. É uma estrela mais velha que o Sol, com uma idade estimada de 6,9 bilhões de anos, porém a incerteza nesse parâmetro é grande. Sua metalicidade, a abundância de elementos além de hidrogênio e hélio, é alta, com uma abundância de ferro equivalente ao dobro da solar.
Em 2005 foi anunciada a descoberta de um planeta extrassolar orbitando HD 27894, detectado pelo método da velocidade radial a partir de observações do espectrógrafo HARPS. A estrela continuou sendo monitorada pelo HARPS, o que levou à descoberta de mais dois planetas em 2017. Os dois planetas mais internos têm massas mínimas de 0,67 e 0,16 vezes a massa de Júpiter e orbitam próximos da estrela a distâncias de 0,125 e 0,198 UA. Eles provavelmente estão em uma ressonância 2:1, possuindo períodos orbitais de 18,02 e 36,07 dias. O planeta externo tem uma alta massa mínima de 5,4 vezes a massa de Júpiter, e está a uma distância média de 5,5 UA da estrela em uma órbita excêntrica com período de 5174 dias.
| Planeta | Massa                   | Semieixo maior (UA) | Período orbital (dias) | Excentricidade      |
| ------- | ----------------------- | ------------------- | ---------------------- | ------------------- |
| b       | >0,665 +0,009 −0,007 MJ | 0,125 ± 0,0001      | 18,02 +0,01 −0,02      | 0,047 +0,012 −0,08  |
| c       | >0,162 +0,011 −0,040 MJ | 0,198 ± 0,0001      | 36,07 +0,26 −0,09      | 0,015 +0,020 −0,002 |
| d       | >5,415 +0,239 −1,214 MJ | 5,448 +0,119 −0,058 | 5174+171 −82           | 0,389 +0,087 −0,030 |